# Violante d'Aragona
Violante d'Aragona nota anche come Iolanda di Aragona. Violant in catalano e in aragonese, Violante in spagnolo, in asturiano, in basco, in portoghese e in galiziano (Saragozza, 8 giugno 1236 – Roncisvalle, 1301) principessa aragonese che fu regina consorte di Castiglia e León dal 1252 al 1284.

## Origine
Violante, come riporta la Cronaca piniatense, era figlia del Re di Aragona, Conte di Barcellona e delle altre contee catalane, re di Valencia e di Maiorca, signore di Montpellier e Carladès, Giacomo I il Conquistatore e della principessa ungherese Violante, figlia del re di Ungheria Andrea II e della principessa di Costantinopoli Iolanda di Courtenay.

Giacomo I il Conquistatore, ancora secondo la Crónica de San Juan de la Peña, era figlio del re d'Aragona e conte di Barcellona, Gerona, Osona, Besalú, Cerdagna e di Rossiglione, Pietro II il Cattolico e di Maria di Montpellier, figlia del signore di Montpellier, Guglielmo VIII (?- settembre 1203) e di Eudocia Comnena, nipote dell'imperatore di Costantinopoli Manuele Comneno.

## Biografia
Sempre secondo la Cronaca di San Juan de la Peña, il 29 gennaio 1249, Violante, dodicenne, aveva sposato l'erede del regno di Castiglia e León, Alfonso (Don Alfonso fillo primogènito del Rey de Castiella)che, come riportano i documenti n° XX ed XXVII dei DOCUMENTOS DE LA Iglesia Colegial de Santa María la Mayor (hoy Metropolitana) DE VALLADOLID, Siglo XIII, era il figlio maschio primogenito del re di Castiglia, Ferdinando III e della sua prima moglie Elisabetta Hohenstaufen (detta Beatrice di Svevia alla corte di Castiglia)(Ferrandus Dei gratia Rex Castelle et Toleti una cum uxore mea Regina Beatrice et filiis meis Alfonso, Frederico, Fernando)(Ferrandus Dei gratia Rex Castelle et Toleti una cum uxore mea Regina Beatrice et filiis meis Alfonso, Frederico, Ferrando, Henrico), che, come riportano sia gli Annales Marbacenses era figlia del duca di Svevia e re di Germania, Filippo di Svevia (1179-1208, e di Irene Angelo (1181-1208), figlia dell'imperatore di Costantinopoli, Isacco II Angelo).

Il contratto di matrimonio, secondo il documento n° 1 del Memorial Histórico Español, Tomo I era stato concordato, a Valladolid, il 26 novembre 1246, mentre la dispensa papale di Innocenzo IV è datastas 23 gennaio 1249.

Secondo alcune fonti, Alfonso aveva dovuto annullare un suo precedente matrimonio con Maior Guillen de Guzman, da cui erano nati tre figli (dichiarati illegittimi, dopo l'annullamento del matrimonio).
Anche per la giovane età, Violante, per alcuni anni, non riuscì a dare figli al re Alfonso, che, divenuto nel frattempo re (1252) col nome di Alfonso X, cominciò a pensare che la moglie fosse sterile e quindi di chiedere l'annullamento del matrimonio, quando finalmente, nel 1253, la neo regina rimase in stato interessante, come riporta la Gran enciclopedia catalana (esiste, al proposito, una leggenda circa la prima volta che la regina violante rimase incinta) ed in seguito gli diede altri dieci figli.

Nel settembre del 1255, come conferma il documento n° L dei DOCUMENTOS DE LA Iglesia Colegial de Santa María la Mayor (hoy Metropolitana) DE VALLADOLID, Siglo XIII, erano nate già due figlie, Berengaria e Beatrice (don Alfonso regnant era uno con la Reyna donna Yolant mi mugier et con mis fijas la Inffante donna Berenguella et la Inffante donna Beatriz).
Nel 1272, Violante venne ricordata nel testamento del padre, Giacomo I, per alcuni lasciti, come riportato dallo Spicilegium, Volume 3
Nel 1275 l'erede al trono, il primogenito maschio Ferdinando, morì mentre combatteva contro i Mori del sultanato di Granada, nella battaglia di Écija, come riportano gli Anales Toledanos (Anno Domini MCCLXXV obiit D. Fernando filius regis Castrellae). 

Alfonso X, ignorando i diritti dei figlioletti di Ferdinando, nel 1278, nominò nuovo erede al trono il figlio maschio secondogenito, Sancho, come riporta la storica britannica, Hilda Johnstone.

Allora, mentre la vedova di Ferdinando, Bianca di Francia, riparava presso il fratello Filippo l'Ardito, re di Francia, Violante intervenne e sollecitò suo fratello il re d'Aragona, Pietro III, che accettò di proteggere e custodire in Aragona, nella fortezza di Játiva, i figli di Ferdinando, nipoti di Violante, gli infanti de la Cerda, Alfonso e Ferdinando, come riporta il Diccionario biográfico español, Real Academia de la Historia.

Violante, nel 1279, fece ritorno in Castiglia, come confermano le Pruebas de la historia de la Casa de Lara con un documento di donazione, datato 1279 (Don Alfonso, por la gracia de Dios, Rey...... en uno con la Reyna doña Yolant mi muger y con nuestros fijos el Infante don Sancho fijo mayor y heredero).
Alfonso X, secondo il Chronicon de Cardeña, morì il 4 aprile 1284, a Siviglia, dove fu inumato nella cattedrale di Santa Maria, accanto ai genitori, come riporta il Diccionario biográfico español, Real Academia de la Historia.

Nonostante fosse stato diseredato, il figlio Sancho gli succedette come Sancho IV, detronizzando i legittimi eredi, cioè il nipote Alfonso de la Cerda per il regno di Castiglia ed il fratello Giovanni per il regno di León.

Violante, per divergenze col figlio, Sancho IV, lasciò la Castiglia e risiedette in Aragona, facendo ritorno in Castiglia solo dopo la morte di quest'ultimo, come riporta la Gran enciclopedia catalana. 
Violante morì a Roncisvalle, nel regno di Navarra, nel 1301, durante il ritorno da un pellegrinaggio a Roma, per il primo Giubileo.

La salma fu trasferita a Siviglia, dove fu inumata nella cattedrale di Santa Maria, accanto al marito, Alfonso X, come riporta il Nobiliario del Conde de Barcelos Don Pedro.

## Figli
Violante ad Alfonso diede undici figli::
- Berengaria (Siviglia, ottobre/novembre 1253 - Guadalajara, 1300), erede al trono dal maggio all'ottobre 1255. Fidanzata nello stesso anno al figlio ed erede di Luigi IX di Francia, Luigi Capeto (che morì, nel 1260), come riporta, Matteo di Parigi[30]. Dopo la morte del fidanzato entrò nel convento di Las Huelgas, dove risulta che vivesse ancora nel 1284
- Beatrice (novembre/dicembre 1254 - dopo il 1280), fu prima fidanzata con Giovanni di Brandeburgo, nel 1271, sposò il marchese del Monferrato, Guglielmo VII, come riporta, il Monumenta Aquensia (Guliermus praedictus duas uxores accepit, sciliter Beatricem filiam regis Anfoxi de Hispania) [31]
- Ferdinando (Valladolid, 23 ottobre 1255 - Ciudad Real, 25 luglio 1275), sposò Bianca di Francia, figlia de Luigi IX di Francia, che gli diede due figli, gli infanti de La Cerda, Fernando e Alfonso. Morì combattendo i musulmani, nel mese di Luglio, come riportano gli Anales Toledanos[32]
- Sancho (Valladolid, 12 maggio 1258 - Toledo, 25 aprile 1295), re di Castiglia e León, come riporta il Chronicon Conimbricensi[33]
- Costanza (1259 - 23 luglio 1280), suora a Las Huelgas
- Pietro (Siviglia 1260 - Ledesma, 20 ottobre 1283), signore di Ledesma, che sposò Margherita di Narbona da cui ebbe un figlio, come riporta la Historia de las antiguedades de la Ciudad de Salamanca[34]
- Giovanni (1260 - Provincia di Granada, 25 giugno 1319), gemello di Pietro, signore di Valencia de Campos, capostipite dei Valencia, come riportato nel Chronicon Domini Joannis Emmanuelis[35]
- Isabella (1263-1264), morta giovane, citata nella Crónicas de los reyes de Castilla: Crónica del rey don Alfonso Décimo[36]
- Violante (1265 - 1308), sposò Diego Lopéz V de Haro, signore di Biscaglia, come riporta il Nobiliario de D. Pedro Conde de Bracelos[37]
- Giacomo (1266 - 9 agosto 1284), signore di Los Cameros, che morì nello stesso anno del padre, come riportano gli Anales Toledanos[38]
- Eleonora (circa 1268-1275), citata nella Crónicas de los reyes de Castilla: Crónica del rey don Alfonso Décimo[36].

## Ascendenza
|                      |                     |                               | Genitori                     |  |  | Nonni |  |  | Bisnonni             |  |  | Trisnonni                            |  |
|                      |                     |                               |                              |  |  |       |  |  | Alfonso II d'Aragona |  |  | Raimondo Berengario IV di Barcellona |  |
|                      |                     |                               |                              |  |  |       |  |  | Alfonso II d'Aragona |  |  | Raimondo Berengario IV di Barcellona |  |
|                      |                     | Petronilla di Aragona         |                              |  |  |       |  |  | Alfonso II d'Aragona |  |  |                                      |  |
| Pietro II di Aragona |                     |                               |                              |  |  |       |  |  | Alfonso II d'Aragona |  |  |                                      |  |
|                      |                     | Sancha di Castiglia           | Alfonso VII di León          |  |  |       |  |  |                      |  |  |                                      |  |
|                      |                     | Sancha di Castiglia           | Alfonso VII di León          |  |  |       |  |  |                      |  |  |                                      |  |
|                      |                     | Sancha di Castiglia           | Richenza di Polonia          |  |  |       |  |  |                      |  |  |                                      |  |
| Giacomo I d'Aragona  |                     | Sancha di Castiglia           |                              |  |  |       |  |  |                      |  |  |                                      |  |
|                      |                     | Guglielmo VIII di Montpellier | Guglielmo VII di Montpellier |  |  |       |  |  |                      |  |  |                                      |  |
|                      |                     | Guglielmo VIII di Montpellier | Guglielmo VII di Montpellier |  |  |       |  |  |                      |  |  |                                      |  |
|                      |                     | Guglielmo VIII di Montpellier | Matilda di Borgogna          |  |  |       |  |  |                      |  |  |                                      |  |
| Maria di Montpellier |                     | Guglielmo VIII di Montpellier |                              |  |  |       |  |  |                      |  |  |                                      |  |
|                      |                     | Eudocia Comnena               | Isacco Comneno               |  |  |       |  |  |                      |  |  |                                      |  |
|                      |                     | Eudocia Comnena               | Isacco Comneno               |  |  |       |  |  |                      |  |  |                                      |  |
|                      |                     | Eudocia Comnena               | Irene Synadene               |  |  |       |  |  |                      |  |  |                                      |  |
| Violante d'Aragona   |                     | Eudocia Comnena               |                              |  |  |       |  |  |                      |  |  |                                      |  |
|                      | Béla III d'Ungheria | Géza II d'Ungheria            |                              |  |  |       |  |  |                      |  |  |                                      |  |
|                      | Béla III d'Ungheria | Géza II d'Ungheria            |                              |  |  |       |  |  |                      |  |  |                                      |  |
|                      | Béla III d'Ungheria | Efrosin'ja Mstislavna         |                              |  |  |       |  |  |                      |  |  |                                      |  |
| Andrea II d'Ungheria | Béla III d'Ungheria |                               |                              |  |  |       |  |  |                      |  |  |                                      |  |
|                      |                     | Agnese d'Antiochia            | Rinaldo di Châtillon         |  |  |       |  |  |                      |  |  |                                      |  |
|                      |                     | Agnese d'Antiochia            | Rinaldo di Châtillon         |  |  |       |  |  |                      |  |  |                                      |  |
|                      |                     | Agnese d'Antiochia            | Costanza d'Antiochia         |  |  |       |  |  |                      |  |  |                                      |  |
| Iolanda d'Ungheria   |                     | Agnese d'Antiochia            |                              |  |  |       |  |  |                      |  |  |                                      |  |
|                      |                     | Pietro II di Courtenay        | Pietro I di Courtenay        |  |  |       |  |  |                      |  |  |                                      |  |
|                      |                     | Pietro II di Courtenay        | Pietro I di Courtenay        |  |  |       |  |  |                      |  |  |                                      |  |
|                      |                     | Pietro II di Courtenay        | Elisabetta di Courtenay      |  |  |       |  |  |                      |  |  |                                      |  |
| Iolanda di Courtenay |                     | Pietro II di Courtenay        |                              |  |  |       |  |  |                      |  |  |                                      |  |
|                      |                     | Iolanda di Fiandra            | Baldovino V di Hainaut       |  |  |       |  |  |                      |  |  |                                      |  |
|                      |                     | Iolanda di Fiandra            | Baldovino V di Hainaut       |  |  |       |  |  |                      |  |  |                                      |  |
|                      |                     | Iolanda di Fiandra            | Margherita I di Fiandra      |  |  |       |  |  |                      |  |  |                                      |  |
|                      |                     | Iolanda di Fiandra            |                              |  |  |       |  |  |                      |  |  |                                      |  |

### Fonti primarie
- (LA)  Monumenta Germaniae Historica, Scriptores, tomus XVII.
- (LA)  Monumenta Germaniae Historica, Scriptores, tomus XXIII.
- (LA)  (ES)  #ES España sagrada, Volume 23.
- (LA)  #ES España sagrada, Volume 2.
- (LA)  Spicilegium, Volume 3.
- (LA)  #ES DOCUMENTOS DE LA Iglesia Colegial de Santa María la Mayor (hoy Metropolitana) DE VALLADOLID, Siglo XIII.
- (LA)  Matthaei Parisiensis, monachi Sancti Albani, Chronica Majora, Volume 5
- (LA)  Nicetae Choniatae Historia, Imperiii Isaacii Angeli
- (LA) Monumenta Aquensia
- (ES)  Crónica de San Juan de la Peña.
- (PT)  Nobiliario del Conde de Barcelos Don Pedro, Hijo del Rey Don Dionisio, Reyes de Portugal.
- (ES)  Crónicas de los reyes de Castilla: Crónica del rey don Alfonso Décimo.
- (ES)  #ES Memorial Histórico Español.
- (ES)  Historia de las antiguedades de la Ciudad de Salamanca

### Letteratura storiografica
- Hilda Johnstone, "Francia: gli ultimi capetingi", in Storia del mondo medievale, vol. VI, 1999, pp.569–607
- Hilda Johnstone, "Inghilterra: Edoardo I e Edoardo II", in Storia del mondo medievale, vol. VI, 1999, pp.673–717.